# Porangaba
Porangaba est une municipalité brésilienne de l'État de São Paulo et la Microrégion de Tatuí.